# Vĩnh An, Ba Tri
Vĩnh An là một xã thuộc huyện Ba Tri, tỉnh Bến Tre, Việt Nam.
Xã Vĩnh An có diện tích 7,54 km², dân số năm 2021 là 6.338 người, mật độ dân số đạt 841 người/km².